# Rhacodactylus trachyrhynchus
Rhacodactylus trachyrhynchus es una especie de gecko que pertenece al género Rhacodactylus de la familia Diplodactylidae. Es una especie arborícola y nocturna, endémica de Nueva Caledonia.

## Distribución y hábitat
Su área de distribución se limita a la isla Grande Terre en el sur de Nueva Caledonia.  Su rango altitudinal oscila entre 5 y 500 m s. n. m.. Habita en bosque húmedo no perturbado.